# Grossratswahl in Bern 2010
Die Grossratswahl in Bern 2010 war die Wahl zum Grossen Rat des Kantons Bern und fand am 28. März 2010 statt.

## Ausgangssituation
Die letzte Wahl davor fand am 9. April 2006 statt. Die Zahl der Wahlberechtigten lag bei 693'381. Insgesamt wurden 210'110 Wahlzettel abgeben, was einer Wahlbeteiligung von 31,05 % entsprach. Die 160 Sitze im Grossen Rat wurden wie folgt verteilt.
| Partei                                    | Prozent (2006) | Sitze (1. Jan. 2009) |
| ----------------------------------------- | -------------- | -------------------- |
| Schweizerische Volkspartei (SVP)          | 27,4 %         | 30*                  |
| Sozialdemokratische Partei (SP)           | 24,0 %         | 42                   |
| Freisinnig-Demokratische Partei (FDP)     | 16,4 %         | 26                   |
| Grüne Partei (GPS)                        | 12,9 %         | 19                   |
| Bürgerlich-Demokratische Partei (BDP)     | * %            | 17*                  |
| Evangelische Volkspartei (EVP)            | 7,3 %          | 13                   |
| Eidgenössisch-Demokratische Union (EDU)   | 4,8 %          | 6                    |
| Parti socialiste autonome (PSA)           | 1,3 %          | 3                    |
| Schweizer Demokraten (SD)                 | 2,2 %          | 1                    |
| Christlichdemokratische Volkspartei (CVP) | 1,8 %          | 1                    |
| Freiheits-Partei (FPS)                    | 0,5 %          | 1                    |
| Entente PDC / PLJ                         | 0,3 %          | 1                    |
| Sonstige Parteien                         | 1,1 %          | –                    |

* Die Bürgerlich-Demokratische Partei Bern wurde am 21. Juni 2008 gegründet, ihre Vertreter im Grossen Rat wurden noch als SVP-Mitglieder gewählt.

## Ergebnisse
| Partei                                    | Prozent (2010) | Sitze (2010) | Unterschied Prozent | Unterschied Sitzanzahl |
| ----------------------------------------- | -------------- | ------------ | ------------------- | ---------------------- |
| Schweizerische Volkspartei (SVP)          | 26,6 %         | 44           | −0,8 %              | −3/+14*                |
| Sozialdemokratische Partei (SP)           | 18,9 %         | 35           | −5,1 %              | −7                     |
| Bürgerlich-Demokratische Partei (BDP)     | 16,0 %         | 25           | +16,0 %             | +25/+8*                |
| Freisinnig-Demokratische Partei (FDP)     | 10,3 %         | 17           | −6,1 %              | −9                     |
| Grüne Partei (GPS)                        | 10,1 %         | 16           | −2,8 %              | −3                     |
| Evangelische Volkspartei (EVP)            | 5,9 %          | 10           | −1,4 %              | −3                     |
| Eidgenössisch-Demokratische Union (EDU)   | 4,4 %          | 5            | −0,4 %              | −1                     |
| Grünliberale Partei (GLP)                 | 4,1 %          | 4            | +4,1 %              | +4                     |
| Parti socialiste autonome (PSA)           | 1,0 %          | 3            | −0,3 %              | ±0                     |
| Christlichdemokratische Volkspartei (CVP) | 1,2 %          | 1            | −0,6 %              | ±0                     |
| Schweizer Demokraten (SD)                 | 0,4 %          | 0            | −1,8 %              | −1                     |
| Entente PDC / PLJ                         | 0,2 %          | 0            | −0,1 %              | −1                     |
| Freiheits-Partei (FPS)                    | 0,0 %          | 0            | −0,5 %              | −1                     |
| Sonstige Parteien                         | 0,8 %          | 0            | −0,3 %              | ±0                     |

* Für SVP und BDP: Vergleich zu 2006/Vergleich zu 2009
- Liste der Mitglieder des Grossen Rats des Kantons Bern 2010